# Krožna sprememba
Krožna termodinamična sprememba (tudi termodinamični cikel ali proces) je sprememba stanja sistema, pri kateri se sistem vrne v prvotno (začetno) stanje. Sestavljena je iz povezanih termodinamičnih preobrazb, ki lahko vključujejo tudi prenos toplote ali dela v sistem in iz njega. Medtem se spreminjajo veličine stanja. To je vsaka veličina, katere vrednost je odvisna samo od stanja sistema, ne pa od poti oziroma načina, kako je bilo to stanje sistema doseženo. Ločimo termične ali kvalitativne veličine stanja (tlak {\displaystyle p}, temperatura {\displaystyle T}, volumen {\displaystyle V}) in kalorične ali kvantitativne veličine stanja (notranja energija {\displaystyle U}, entalpija {\displaystyle H}, entropija {\displaystyle S},…).

Za lažje razumevanje je potrebno definirati oziroma določiti omejitev določenega prostora. Znotraj meja, ki so lahko fizične ali namišljene in stalne ali spreminjajoče, imenujemo sistem, izven meja pa okolico.
V procesu prehajanja skozi cikel lahko sistem pretvori toploto v koristno delo, preostalo toploto pa odda hladnemu ponoru in tako deluje toplotni stroj. Nasprotno pa se lahko cikel obrne in uporabi delo za prenos toplote iz hladnega izvora v topel ponor in tako deluje kot toplotna črpalka.
Če je sistem na vsaki točki krožne spremembe v termodinamičnem ravnovesju, je sprememba reverzibilna (povračljiva).  To lahko razložimo tudi tako, da je to proces, ki se lahko vrne v svoje začetno stanje brez da bi spremenil okolico ali imel na njo vpliv. Nepovračljiv proces pa je ravno nasprotno. V naravi najdemo le nepovračljive proces.
Ločimo zaprt in odprt sistem. Pri zaprtem meje sistema lahko prehaja le energija, pri odprtem sistemu pa te meje lahko prehajata tako energija kot tudi masa. Obstaja tudi zaključen sistem, ki mu lahko rečemo tudi izoliran sistem. V tem primeru pa njegovih meja ne prehajata ne masa in ne energija.
{\displaystyle \qquad \Delta U=E_{do}-E_{od}=0}
Zgoraj zapisana enačba toplotne bilance navaja, da se notranja energija sistema {\displaystyle U} skozi cikel ne spremeni. {\displaystyle E_{do}} predstavlja celotno delo in toploto, ki sta bila med ciklom dovedena, {\displaystyle E_{od}} pa celotno delo in toploto, ki sta bila med ciklom odvedena. Krožna sprememba ali cikel je pomemben koncept v termodinamiki. Pogosto so matematično predstavljeni kot kvazistatični procesi pri modeliranju delovanja dejanske naprave.

## Toplota in delo
Sklenjeni procesi, pri katerih se delovna snov vrača v začetno stanje so krožni procesi. V osnovi ločimo dva termodinamična procesa - desni krožni proces, kjer se pridobiva delo, in levi krožni proces, kjer se pridobiva toplota. 
Desni krožni proces, ki pretvori dovedeno toploto v mehansko delo, poteka v motorjih z notranjim izgorevanjem – imenujemo ga toplotni stroj. Levi krožni proces, ki pa prenašajo toploto z nizkih na visoke temperature z uporabo mehanske dela kot vhoda, pa potekajo v toplotnih črpalkah – imenujemo jih toplotne črpalke ali hladilni stroji.
Cikli, ki so v celoti sestavljeni iz kvazistatičnih procesov, lahko delujejo kot desni ali levi krožni procesi z nadzorom smeri procesa. Na diagramu p-V (tlak-volumen) je v smeri urinega kazalca desni krožni proces, v nasprotni smeri urinega kazalca pa levi krožni proces.
Os y na diagramu p-V prikazuje tlak {\displaystyle p}, os x pa volumen {\displaystyle V}. Območje, ki ga obdaja zanka, je delo {\displaystyle W}, ki ga opravi proces.
{\displaystyle \qquad W=\oint P\ dV}
To delo je enako razliki med dovedeno toploto {\displaystyle Q_{do}} in oddano {\displaystyle Q_{od}} toploto.
{\displaystyle \qquad W=Q=Q_{do}-Q_{od}}
Ta enačba je skladna s prvim zakonom termodinamike (ali zakon o ohranitvi energije). Čeprav se notranja energija spreminja med posameznimi preobrazbami, je ob koncu krožne spremembe enaka notranji energiji, ki jo je sistem imel, ko se je ta krožna sprememba začela. Ko sistem prejme toploto, bo ta imela pozitivni predznak in negativni, ko sistem odda toploto. Ko pa sistem naredi delo bo to imeli pozitivni predznak in negativno, ko je delo narejeno sistemu.
Merilo za kakovost krožnega procesa pa je predstavljen s spodnjo enačbo.
{\displaystyle \qquad \eta ={Q_{do}-Q_{od} \over Q_{do}}}
Imenujemo ga toplotni izkoristek {\displaystyle \eta } in je določen z razmerjem razlike dovedene in odvedene toplote proti dovedeni toploti.

### Toplotni stroji
Termodinamični cikli toplotnih strojev so osnova za delovanje toplotnih strojev, ki zagotavljajo večino svetovne električne energije in poganjajo večino motornih vozil. Delimo jih lahko v dve kategoriji in sicer dejanske in idealne. Razdelimo jih lahko pa tudi glede na vrsto toplotnega motorja, ki ga želijo modelirati. Najpogostejša, ki se uporabljata za motorje z notranjim izgorevanjem, sta Ottov cikel za bencinske motorje in Diesel cikel za dizelske motorje. Cikli, ki predstavljajo idealizirane motorje z zunanjim izgorevanjem pa so Braytonov cikel za plinske turbine, Rankinov za parne turbine ter Stirlingov in Ericssonov za motorje na vroč zrak. Stroj z največjim izkoristkom je idealni toplotni stroj ali Carnotov toplotni stroj, ki opravlja Carnotovo krožno spremembo.

### Toplotne črpalke (ali hladilni stroji)
Termodinamični cikli toplotnih črpalk ali hladilni cikli so modeli toplotnih črpalk, klimatskih in hladilnih sistemov (klimatska naprava, hladilnik, zmrzovalnik). Termodinamični cikel toplotne črpalke je sistem, ki omogoča prenos toplote z ene lokacije pri nižji temperaturi na drugo lokacijo pri višji temperaturi. Tako lahko toplotno črpalko razumemo kot "grelec", če je cilj ogreti hladno telo (ogrevanje notranjost doma z nižjo temperaturo zunanjega okoliškega zraka). Lahko pa kot "hladilnik", če je cilj hlajenje notranjosti hladilnika napram zunanji toplejši temperaturi prostora. V obeh primerih so principi delovanja podobni oziroma razlika je zgolj v tem, kje je postavljena zunanja in kje notranja enota v konceptu krožnega cikla.
V skladu z drugim zakonom termodinamike toplota ne more spontano teči iz hladnejšega mesta v bolj vroče območje – za dosego tega je potrebno delo. V tem primeru je to električna energija.

## Seznam termodinamični preobrazb
Za opis različnih delov krožne spremembe se uporabljajo termodinamične preobrazbe. To so časovne spremembe stanja sistema od enega do drugega ravnotežnega stanja.
Najbolje pogoste preobrazbe so:
- IZOTERMNA PREOBRAZBA

Preobrazba pri konstantni temperaturi. ({\displaystyle T=konst}, {\displaystyle \Delta T=0}). Toplota je enaka volumskemu delu, ker ni spremembe notranje energije, torej sistem oddaja ali prejme energijo.
{\displaystyle \qquad (pV)_{T}=konst}
- IZOBARNA PREOBRAZBA

Preobrazba pri konstantnem tlaku ({\displaystyle p=konst}, {\displaystyle \Delta p=0}). V zaprt prostor dovajamo toploto in pustimo, da se volumen spremeni toliko, da tlak ostaja konstanten. Spremenita se volumen in temperatura.
{\displaystyle \qquad {T_{1} \over T_{2}}={V_{1} \over V_{2}}}
- IZOHORNA PREOBRAZBA

Preobrazba pri konstantnem volumnu ({\displaystyle V=konst}, {\displaystyle \Delta V=0}).
{\displaystyle \qquad p_{1}V_{1}=p_{2}V_{2}}
- IZENTROPNA (ali ADIABATNA) PREOBRAZBA

Preobrazba pri konstantni entropiji ({\displaystyle s=konst}, {\displaystyle \Delta s=0}). Je adiabatna (brez prehoda toplote ali mase) in povračljiva.
{\displaystyle \qquad (pV)^{\kappa }=konst}
- POLITROPNA PREOBRAZBA

V realnosti potekajo tlačne spremembe ob spremenljivi temperaturi, torej z izmenjavo toplote. V tem se tudi razlikuje od izentropne preobrazbe. Preobrazba, ki upošteva enačbo je sledeča.
{\displaystyle \qquad (pV)^{n}=konst}

## Modeliranje realnih sistemov
Termodinamične spremembe se lahko uporabljajo za modeliranje realnih naprav in sistemov (oziroma postrojenj), običajno z nizom določenih predpostavk. Le-te so potrebne z razlogom zmanjšanja problemov na bolj obvladljivo obliko. Cikle, ki se pojavljajo v strojih iz resničnega sveta, je težko analizirati zaradi prisotnosti zapletenih učinkov (npr. trenje) in pomanjkanja časa za vzpostavitev ravnotežnih pogojev.
Na primer, kot je prikazano na zgornji sliki, lahko stroj, kot je plinska turbina ali potisnik (reaktivni motor), modeliramo kot Braytonov cikel. Dejanski stroj je sestavljen iz niza stopenj, ki delujejo na delovni medij (v tem primeru plin) v sistemu, od katerih je vsaka modelirana kot idealizirana termodinamična preobrazba. Čeprav je na vsaki stopnji uporabljen resnični kompleksni sistem, se na ta način z modeliranjem dobro približamo njihovemu resničnemu delovanju.
Vsekakor pa je razlika med idealiziranim ciklom in dejansko zmogljivostjo cikla lahko zelo pomembna. Naslednje slike ponazarjajo razlike v odvedenem delu, predvidenem z idealnim Stirlingovim ciklom in dejansko zmogljivostjo Stirlingovega motorja.
|                          |                    |                                                                                           |
| Idealni Stirlingov cikel | Realna zmogljivost | Realna in idelalna zmogljivost v prekrivanju s čimer je prikazana razlika v oddanem delu. |

Ker odhodno delo predstavlja površino znotraj cikla, je tako s slik razvidno, da je površina dejanskega cikla občutno manjša. Najbolj je to opazno v "vogalih" štirikotnika, kjer se ena termodinamična preobrazba zaključi in druga začne.

## Poznane termodinamične spremembe
V praksi so idealizirane termodinamične spremembe ponavadi sestavljane iz štirih termodinamičnih preobrazb. Uporabijo se sicer lahko katerekoli preobrazbe. Ko pa se modelirajo idealizirane spremembe je ponavadi ena spremenljivka oziroma ena veličina stanja konstantna.
Nekaj primerov termodinamičnih ciklov s pripadajočimi preobrazbami je podanih v naslednji tabeli.
| Cikel                          | Kompresija - 1->2 | Dovedena toplota - 2->3 | Ekspanzija - 3->4 | Odvedena toplota - 4->1  | Opombe                                                                        |
| ------------------------------ | ----------------- | ----------------------- | ----------------- | ------------------------ | ----------------------------------------------------------------------------- |
| Carnotov                       | izentropna        | izotermna               | izentropna        | izotermna                | Carnotov toplotni stroj                                                       |
| Ericssonov                     | izotermna         | izobarna                | izotermna         | izobarna                 |                                                                               |
| Stirlingov                     | izotermna         | izohorna                | izotermna         | izohorna                 | Stirlingov motor                                                              |
| Mansonov                       | izotermna         | izohorna                | izotermna         | izohorna nato izentropna |                                                                               |
| Rankinov ali Clausius-Rankinov | izohora           | izobarna                | izentropna        | izobarna                 | Parni stroj, realni Carnot-ov cikel                                           |
| Atkinsonov                     | izentropna        | izohorna                | izentropna        | izohorna                 | Razlika od Ottovega cikla je V1<V4                                            |
| Braytonov ali Joulov           | izentropna        | Izobarna                | izentropna        | izobarna                 | Potisna cev, turboreaktivni motor, turbopropelerski motor, turbo gredni motor |
| Dieselov                       | izentropna        | izobarna                | izentropna        | Izohorna                 | Dizelski motor                                                                |
| Humphreyev                     | izentropna        | izohorna                | izentropna        | izobarna                 | Impulzno detonacijski motor                                                   |
| Lenoirov                       |                   | izohorna                | izentropna        | izobarna                 | Pulzni reaktivni motor. V 1->2 doseže tako odvajanje toplote kot kompresijo.  |
| Ottov                          | izentropna        | izohorna                | izentropna        | izohorna                 | Ottov motor                                                                   |

### Idealni cikel
Idealno spremembo oziroma cikel je enostavno analizirati in je sestavljen iz:
1. (1->2) in (3->4) oziroma zgornji in spodnji del zanke:  par vzporednih izobarnih preobrazb

1. (2->3) in (4->1) oziroma desni in levi del zanke:  par vzporednih izohornih preobrazb

Če je delovni medij idealni plin, potem je notranja energija {\displaystyle U} zgolj funkcija temperature {\displaystyle T}.
{\displaystyle \Delta U=\int _{a}^{b}C_{v}dT}
Če predpostavljamo, da je {\displaystyle C_{v}} konstanta, potem sledi, da je spodnja enačba veljavna za vsako preobrazbo z idealnim plinom.
{\displaystyle \Delta U=C_{v}\Delta T}
S temi predpostavkami sledi, da imamo pri preobrazbah A in C {\displaystyle W=p\Delta v} in {\displaystyle Q=C_{p}\Delta T}, pri preobrazbah B in D pa {\displaystyle W=0} in {\displaystyle Q=\Delta U=C_{v}\Delta T}. Tako je celotno delo v ciklu enako enačbi, ki sledi. {\displaystyle W_{cikel}=p_{A}(v_{2}-v_{1})+p_{C}(v_{4}-v_{3})=p_{A}(v_{2}-v_{1})+p_{C}(v_{1}-v_{2})=(p_{A}-p_{C})(v_{2}-v_{1})}
Kar pa je tudi predstavljeno s površino pravokotnika. Za izračun toplote pa sledi {\displaystyle \Delta U_{cikel}=Q_{cikel}-W_{cikel}=0} in tako {\displaystyle Q_{cikel}=W_{cikel}}. Tako se toploto izračuna brez poznavanja toplotnih kapacitet {\displaystyle C_{v}} in temperaturnih sprememb {\displaystyle \Delta T}.

### Carnotov cikel
Carnotov cikel je sprememba sestavljena iz popolnoma povračljivih preobrazb izentropske kompresije in ekspanzije ter izotermnega dovoda in odvoda toplote. Je popolnoma teoretičen in predstavlja največji teoretično možen termični izkoristek. Dovedeno toploto v krožni spremembi je nemogoče v celoti spremeniti v delo. Toplotni izkoristek je odvisen le od absolutnih temperatur {\displaystyle T_{1}} in {\displaystyle T_{2}} in je definiran kot:
{\displaystyle \eta =1-{\frac {T_{1}}{T_{2}}}}
V zgornji enačbi je {\displaystyle T_{1}} nižja temperatura , {\displaystyle T_{2}} pa višja temperatura.
Učinkovitost (ali kazalnik) Carnojevega cikla pri toplotnih črpalkah pa je kot grelni sistem določen z COP (ang. Coefficient Of Performance)
{\displaystyle \ COP_{Carnot}=1+{\frac {T_{2}}{T_{1}-T_{2}}}}
in kot hladilni sistem z EER (ang. Energy Efficiency Ratio)
{\displaystyle \ EER_{Carnot}={\frac {T_{2}}{T_{1}-T_{2}}}}

### Ottov cikel
Ottov cikel je primer povračljive krožne spremembe. Sestavljen je iz dveh izohornih sprememb (2->3) in (4->1) ter dveh izentropnih sprememb (1->2) in (3->4).
1->2 izentropna ekspanzija: 
konstantna entropija {\displaystyle S}, zmanjšanje tlaka {\displaystyle p}, povečanje volumna {\displaystyle V}, zmanjšanje temperature {\displaystyle T}
2->3 izohorno ohlajevanje: 
konstanten volumen {\displaystyle V}, zmanjšanje tlaka {\displaystyle p}, zmanjšanje entropije {\displaystyle S}, zmanjšanje temperature {\displaystyle T}
3->4 izentropna kompresija: 
konstantna entropija {\displaystyle S}, povečanje tlaka {\displaystyle p}, zmanjšanje volumna {\displaystyle V}, povečanje temperature {\displaystyle T}
4->1 izohorno segrevanje: 
konstanten volumen {\displaystyle V}, povečanje tlaka {\displaystyle p}, povečanje entropije {\displaystyle S}, povečanje temperature {\displaystyle T}
Opisuje delovanje tipičnega batnega motorja, ki deluje na bencin. Torej v tem primeru cikel proizvede dovolj dela, da poganja avtomobil. To je poleg Dizlovega procesa tudi termodinamični cikel, ki ga najpogosteje najdemo v avtomobilskih motorjih.